# Giuseppe Tornatore
Giuseppe Tornatore (Bagheria, 27 de maio de 1956) é um cineasta italiano.
Entre as suas obras mais aclamadas encontram-se Malèna (2000), com Monica Bellucci como protagonista, e Cinema Paradiso (Nuovo Cinema Paradiso, 1988), com Philippe Noiret num dos principais papéis.
Ao longo de sua carreira, Tornatore firmou uma ótima parceria com o grande compositor Ennio Morricone.

## Carreira
- 1986 - Il Camorrista (br: O Professor do Crime)
- 1988 - Nuovo Cinema Paradiso (br/pt: Cinema Paradiso)
- 1990 - Stanno tutti bene (br: Estamos Todos Bem)
- 1991 - La domenica specialmente (br: Sempre aos Domingos)
- 1994 - Una pura formalità (br: Uma Simples Formalidade)
- 1995 - L'uomo delle Stelle (br: O Homem das Estrelas)
- 1998 - La leggenda del pianista sull'oceano (br: A Lenda do Pianista do Mar)
- 2000 - Malèna
- 2006 - La sconosciuta
- 2009 - Baarìa
- 2013 - The Best Offer